# L'Archipel du danger
Ne doit pas être confondu avec L'Archipel de la terreur.
L'Archipel du danger est le 3e tome de la série de bande dessinée De cape et de crocs d'Alain Ayroles et Jean-Luc Masbou.

## Résumé
Ayant trouvé comment manœuvrer le Hollandais volant en dirigeant le poisson géant qui le porte, les quatre héros se mettent à la poursuite des pirates qui détiennent encore leurs trois amis otages ainsi que la carte. Cependant, ils ont eux-mêmes trouvé sur le navire fantôme une seconde carte en tous points semblable à la première, ne différant que par la langue (le français à la place du phénicien). Rattrapant le navire pirate, ils l'abordent en se grimant et se faisant passer pour des revenants. Plus que par l'habileté au combat, c'est par la peur qu'ils inspirent en alexandrins qu'ils battent sans peine leurs adversaires et les enferment à fond de cale. Ils se retrouvent ainsi maîtres du navire, libèrent les otages et continuent vers les îles Tangerines.
Pendant ce temps, à Venise, le navire acheté par Cénile a été pourvu en équipage par Mendoza, qui y a amené les pires forbans qu'il a pu trouver. Cénile s'y embarque avec le capitaine et sa pupille Séléné qu'il a forcée à venir, contre son gré. L'Espagnol n'est pas insensible au charme de la jeune femme, et cherche à se faire bien voir d'elle, mais il ne récolte que dégoût.
Les héros arrivent en vue des îles convoitées, mais une tempête se précipite sur eux. Au même moment, le Hollandais volant revient, et le poisson géant fait surface. Le poulpe, servant d'appât captif, qui l'a guidé jusque-là, attrape le Raïs Kader puis Eusèbe ; la corde les retenant au navire fantôme cède et ils tombent tous trois dans la gueule du monstre. Lope, furieux jusqu'à en oublier toute prudence, tire un boulet de canon sur le poisson géant (sans lui faire grand mal), avec un canon non arrimé qui envoie le loup et le renard (allé à le rescousse de Lope) à la mer. Le raïs Kader étant le seul à connaître un peu de navigation, le bateau des pirates est désemparé.
Maupertuis se réveille sur la plage de l'îlot Nord des îles Tangerines, alors que la tempête est apaisée. Il retrouve rapidement Lope et tous deux se mettent à la recherche du navire, ce qui les mène au sommet de l'îlot, où pousse un immense arbre. Au sommet de celui-ci est perché un navire, autour duquel est construite une vaste cabane à plusieurs niveaux (comprenant entre autres un télescope). Les deux gentilshommes ne tardent pas à constater que la demeure est habitée par un savant allemand, Bombastus Johannes Théophrastus Almagestus Wernher von Ulm. Celui-ci, très égocentrique, raconte aux naufragés son propre voyage de Hambourg vers le Brésil à bord d'un navire transportant en particulier un théâtre, et comment, lors du naufrage du navire, il a pu s'échapper du navire en perdition en expérimentant un mode de propulsion s'apparentant à un moteur-fusée primitif. L'intérêt de cette technique saute aux yeux de Lope qui y voit un moyen de rejoindre efficacement et rapidement l'île principale et d'y retrouver Doña Hermine. La machine n'attend que les naufragés car elle a besoin de force musculaire ; Bombastus met le feu et l'engin décolle d'une piste située au sommet d'une falaise. Mais, malgré l'apport d'une propulsion mue par le pédalage, le véhicule (nommé par Bombastus « Vespertilion fulminant ») traverse le détroit puis s'écrase sur l'île centrale.
Pendant ce temps, au cœur du cratère du volcan éteint, les pirates sortent de la cale et reprennent possession du navire, et Doña Hermine se voit contrainte de jouer à nouveau double jeu pour les amadouer et les empêcher de se venger sur Andreo, Plaisant et elle. Elle y parvient et conquiert à nouveau la confiance du capitaine. Celui-ci envoie ses hommes à terre pour assurer le ravitaillement, et découvre sur la périphérie de la lagune une nature délirante : arbre donnant comme fruits des fromages (plaisamment nommé Emmentalus sylvestris) ou des œufs d'oiseaux, eau de cascade tombant à vitesse réduite (comme si la gravité était plus faible), etc.
Dans la jungle marécageuse de l'île, Maupertuis, furieux de l'amateurisme du savant allemand, l'agonit d'injures. Pendant ce temps, Lope s'aperçoit que les trois voyageurs sont observés par un homme noir armé. Il l'assomme et les naufragés s'enfuient, découvrant que le marais est peuplé d'animaux dangereux. Ils rejoignent la terre ferme et y découvrent un homme blanc vêtu à la manière de Robinson Crusoé ; ils le hèlent, espérant obtenir de lui des renseignements ; mais il s'enfuit et ramène avec lui une horde d'indigènes. Contre l'apparence, ces hommes blancs ne sont pas civilisés et ont pour projet de manger nos héros, qui les qualifient (ironiquement) d'« anthropophages » (ce qu'ils ne sont pas puisque Lope et Maupertuis ne sont pas humains). L'album se termine sur leur enfermement dans une marmite. 
Parallèlement, on découvre que le Raïs Kader, Eusèbe et le poulpe ont survécu à leur avalement par le Léviathan.

## Analyse
L'art du théâtre, auquel la série a dès ses débuts abondamment fait référence, continue d'occuper une place importante jusque dans la mise en scène du récit. Ainsi, dès les débuts de l'album, la lecture par Armand et Kader des cartes menant vers les îles Tangerines reprend, sous forme de pastiche, les codes d'ouverture d'une pièce de théâtre : Armand et Kader, qui font les cent pas en lisant un parchemin, ressemblent à des acteurs révisant leurs répliques, puis les coups donnés par Lope sur un coffre de bois afin d'en forcer l'ouverture imitent les "trois coups", après quoi Kader et Armand s'éclaircissent la gorge et font part de leurs résultats, commentés par Lope avec la répétition de la question  « Quels sont ces glyphes abscons ? » .
Les références culturelles, en particulier littéraires, continuent de parsemer le récit. Le journal de bord consulté par Eusèbe, qui s'achève par « Elle souffle ! Elle souffle ! », est ainsi une référence à Moby-Dick. L'introduction du personnage de Bombastus est également l'occasion de glisser des références scientifiques et historiques : son nom complet, Bombastus Johannes Theophrastus Alma Gestus Wernher von Ulm, est inspiré de celui de Paracelse et fait également référence à l'Almageste de Ptolémée, tandis que le traité qu'il prétend avoir rédigé, De Revolutionibus orbium caelestium, reprend le titre des travaux de Nicolas Copernic (Bombastus disant avoir rédigé le volume VII, l’œuvre originale de Copernic en comportant 6). Plus tard, face aux indigènes hostiles, Bombastus évoque les débats de la controverse de Valladolid. Cherchant un moyen de délivrer Armand et Lope des indigènes adorateurs de la Lune, Bombastus émet par ailleurs l'idée de provoquer une éclipse, ce qui fait référence à l'aventure de Tintin Le Temple du Soleil.
De nombreuses mécaniques narratives sont présentes dans l'histoire. Le récit mobilise ainsi différents ressorts comiques, non seulement par le discours (ainsi de cette gradation soudainement interrompue dans les paroles des pirates qui ruminent leur vengeance : « Va y avoir de la viande froide ! / Du sang ! / Des tripes ! / Des excuses ! »), mais également dans des mises en scène, souvent en arrière-plan, comme la séquence où Andreo et Plaisant tentent sans succès de reprendre le contrôle du navire, amenant Andreo à perdre une partie de ses cheveux coincés dans le gouvernail. Lope se fait quant à lui prophète quand il annonce, sans le savoir, tout ce qui produira dans le reste de l'album : la tempête que devra affronter le navire, la reprise du contrôle de celui-ci par les pirates et la rencontre d'une tribu indigène (qu'ils prendront pour des anthropophages). Un autre signe annonciateur, qui trouvera son aboutissement bien plus tardivement, peut également être vu au moment de l'apparent trépas du raïs Kader : alors que celui-ci est sur le point d'être avalé par le Léviathan, il prononce le nom "Yasmina" (sa fille perdue, dont il n'a toutefois pas encore parlé), et la case en regard de celle où il apparaît comporte en son centre, lui faisant face, Hermine, qui n'est autre que la fille de Kader elle-même (quand bien même tous deux l'ignorent encore).